# Грейам (Техас)
Грейам (англ. Graham) — город в США, расположенный в северной части штата Техас, административный центр округа Янг. По данным переписи за 2010 год число жителей составляло 8903 человека, по оценке Бюро переписи США в 2017 году в городе проживало 8685 человек.

## История

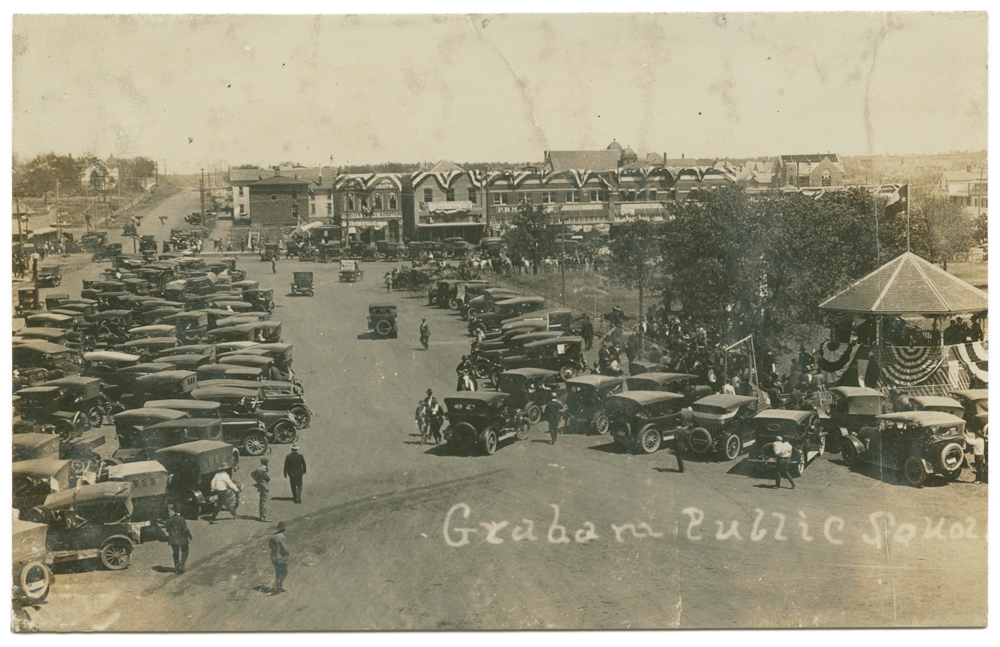
Площадь Паблик-Сквер 1915-1920 годы.

Первыми поселенцами в регионе стали Густавус и Эдвин Грейамы, чьим именем было названо новое поселение. Грейамы переехали в Техас из Кентукки в 1871 году, после Гражданской войны, купив 125 000 акров земли в округе Янг, население которого значительно сократилось после войны. В 1872 году Грейамы купили солеварню и начали разметку будущего города. Прибывшие вслед за Грейамами Уилсоны основали первый магазин в поселении. В 1873 году было открыто почтовое отделение, а в 1874 году Грейам победил на выборах нового административного центра округа. Первое здание окружного суда в городе было построено в 1876 году. В 1884 году его заменило трёхэтажное здание из известняка. Восточный вход здания до сих пор сохранился на главной площади Грейама. Нынешнее здание округа было построено в 1930-х годах.
В 1876 году началось издание газеты Graham Leader. Годом позже была создана ассоциация скотоводов. В те времена в городе функционировали мельница, лесопилка, машина для очистки хлопка, солеварня, кирпичная печь, две гостиницы и несколько магазинов. В 1879 году было построено здание федерального окружного суда, на первом этаже которого расположилась аптека. В 1896 году федеральный суд переехал в Абилин. Незадолго до 1900 года город получил устав, началось формирование органов местного управления. В 1903 году в город была проведена железная дорога Chicago, Rock Island and Texas из Форт-Уэрта, а в 1920-х годах железная дорога Wichita Falls and Southern соединила Грейам с Брекенриджем, Рейнджером и Дублином. Тогда же к северу от города было построено водохранилище Лейк-Эддлман. В 1929 году открылся муниципальный аэропорт.
В 1917 году в регионе была найдена нефть, и население города начало быстро расти. К 1966 году в городе функционировали 17 церквей, семь школ, госпиталь, радиостанция, две библиотеки, три парка и две газеты. В 1958 году было построено водохранилище Лейк-Грейам, в 1986 году на нём открылась гидроэлектростанция. Основными источниками дохода горожан в 1980-х годах являлись туризм, обслуживание нефтеперерабатывающих предприятий, производство кормов для скота, выработка электричества, производство магнитных лент, а также аэрокосмического оборудования из стекловолокна и алюминия.

## География

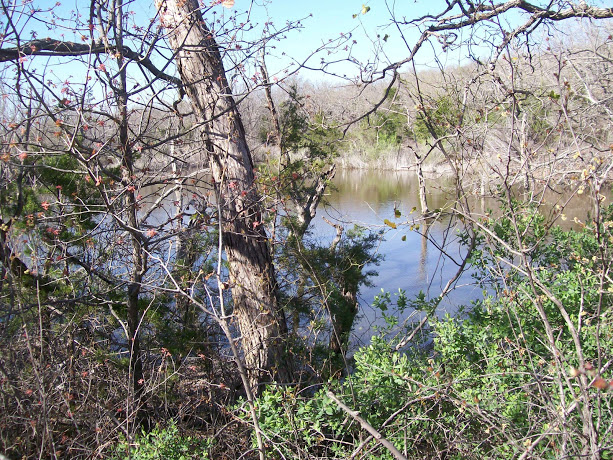
Запруженная часть ручья Flatrock Creek в округе Янг

Грейам находится в центральной части округа, его координаты: 33°06′03″ с. ш. 98°34′40″ з. д..
Согласно данным бюро переписи США, площадь города составляет около 14,6 км2, из которых 14,5 км2 занято сушей, а менее 0,1 км2 — водная поверхность.

### Климат
Согласно классификации климатов Кёппена, в Грейаме преобладает влажный субтропический климат (Cfa).
| Показатель                    | Янв.  | Фев.  | Март  | Апр. | Май  | Июнь | Июль | Авг. | Сен. | Окт. | Нояб. | Дек.  | Год   |
| ----------------------------- | ----- | ----- | ----- | ---- | ---- | ---- | ---- | ---- | ---- | ---- | ----- | ----- | ----- |
| Абсолютный максимум, °C       | 34,4  | 37,2  | 39,4  | 38,3 | 41,7 | 44,4 | 45,6 | 47,2 | 43,3 | 40,6 | 33,9  | 32,2  | 47,2  |
| Средний суточный максимум, °C | 13,5  | 15,7  | 20,8  | 25,4 | 28,9 | 33,3 | 36,2 | 36,4 | 32,2 | 26,6 | 19,8  | 14,7  | 25,3  |
| Средняя температура, °C       | 5,9   | 8,1   | 12,8  | 17,7 | 22   | 26,7 | 28,9 | 28,9 | 24,8 | 18,6 | 11,9  | 7,1   | 17,8  |
| Средний суточный минимум, °C  | −1,7  | 0,4   | 4,9   | 9,9  | 15,1 | 19,9 | 21,9 | 21,5 | 17,3 | 10,7 | 4,1   | −0,5  | 10,3  |
| Абсолютный минимум, °C        | −22,2 | −19,4 | −15,6 | −6,7 | 1,7  | 7,8  | 11,7 | 8,3  | −1,1 | −8,9 | −12,2 | −12,2 | −22,2 |
| Норма осадков, мм             | 34    | 40    | 50    | 71   | 105  | 88   | 55   | 55   | 82   | 75   | 45    | 40    | 741   |
| Источник: weatherbase.com     |       |       |       |      |      |      |      |      |      |      |       |       |       |

## Население
Согласно переписи населения 2010 года в городе проживало 8903 человека, было 3443 домохозяйства и 2396 семей. Расовый состав города: 88,2 % — белые, 1,2 % — афроамериканцы, 0,9 % — коренные жители США, 0,5 % — азиаты, 0 % (4 человека) — жители Гавайев или Океании, 7,3 % — другие расы, 1,9 % — две и более расы. Число испаноязычных жителей любых рас составило 20,5 %.
Из 3443 домохозяйств, в 35,3 % живут дети младше 18 лет. 52,2 % домохозяйств представляли собой совместно проживающие супружеские пары (21,5 % с детьми младше 18 лет), в 12,2 % домохозяйств женщины проживали без мужей, в 5,1 % домохозяйств мужчины проживали без жён, 30,4 % домохозяйств не являлись семьями. В 26,2 % домохозяйств проживал только один человек, 13,4 % составляли одинокие пожилые люди (старше 65 лет). Средний размер домохозяйства составлял 2,55 человека. Средний размер семьи — 3,06 человека.
Население города по возрастному диапазону распределилось следующим образом: 28,2 % — жители младше 20 лет, 24,2 % находятся в возрасте от 20 до 39, 30 % — от 40 до 64, 17,5 % — 65 лет и старше. Средний возраст составляет 37,8 года.
Согласно данным опросов пяти лет с 2013 по 2017 годы, медианный доход домохозяйства в Грейаме составляет 41 311 долларов США в год, медианный доход семьи — 45 130 долларов. Доход на душу населения в городе составляет 25 381 доллар. Около 10,1 % семей и 18,7 % населения находятся за чертой бедности. В том числе 24,7 % в возрасте до 18 лет и 10,4 % старше 65 лет.

## Местное управление
Управление городом осуществляется мэром и городским советом, состоящим из 4 человек. Один из членов городского совета выбирается заместителем.

## Инфраструктура и транспорт
Основными автомагистралями, проходящими через Грейам, являются:
- автомагистраль 380 США проходит с востока от Джэксборо на запад к Трокмортону.
- автомагистраль 16 штата Техас проходит с севера от Уичито-Фолса начинается в Грейаме и идёт на юг к Команче.
- автомагистраль 67 штата Техас начинается в Грейаме и идёт на юго-запад к Брекенриджу.

В городе располагается муниципальный аэропорт Грейам. Аэропорт располагает двумя взлётно-посадочными полосами длиной 1524 и 1011 метров. Также в городе располагается аэропорт Россер-Ранч. У аэропорта Россер-Ранч одна взлётно-посадочная полоса длиной 1097 метров. Ближайшим аэропортом, выполняющим коммерческие рейсы, является муниципальный аэропорт в Уичито-Фолсе. Аэропорт находится примерно в 105 километрах к северу от Грейама.

## Образование
Город обслуживается независимым школьным округом Грейам.
С 2010 года в Грейаме располагается филиал общественного колледжа North Central Texas College. Филиал предлагает широкий спектр академических курсов по сестринскому делу, технологии добычи нефти и газа и программы в области здравоохранения.

## Экономика
Согласно финансовому отчёту города за 2016—2017 финансовый год, Грейам владел активами на $39,75 млн, долговые обязательства города составляли $21,81 млн. Доходы города составили $13,6 млн, расходы города — $15,32 млн .